# Чейз Елліотт
Вільям Клайд «Чейз» Елліот II (англ. William Clyde "Chase" Elliott II, нар. 28 листопада 1995) — американський професійний автогонщик. Він постійно бере участь у змаганнях NASCAR Cup Series, керуючи Chevrolet Camaro ZL1 № 9 для Hendrick Motorsports. Він виграв чемпіонат NASCAR Nationwide Series 2014, ставши першим новачком, який виграв чемпіонат національної серії NASCAR, і наймолодшим чемпіоном у цій серії.
У 2016 році Елліотт почав постійно брати участь у гонках у Кубку серії, під час яких він був названий новачком року в 2016 NASCAR Sprint Cup Series. У 2020 році він виграв чемпіонат серії кубків у Фініксі, штат Аризона, перший для Hendrick Motorsports з 2016 року. У нього 18 перемог у кар'єрі в серії кубків, у тому числі сім на шосейних трасах.
Він є сином чемпіона Winston Cup Series 1988 Білла Елліотта; Елліотти є третім батьком і сином чемпіоном NASCAR в історії разом з Лі та Річардом Петті та Недом і Дейлом Джареттами.

## Гоночна кар'єра

### Рання кар'єра
Початок кар'єри та шорт-трек. Автомобіль Chase K&N Pro Series East в Рокінгемі в 2012 році
У віці 13 років Елліотт був представлений разом з тринадцятьма іншими спортсменами, включаючи майбутнього першого гравця світу в гольф Джордан Спіт і майбутній 2-й загальний вибір НБА Майкл Кідд-Гілкріст, як потенційних зірок у номері Sports Illustrated за 13 липня 2009 року. Елліотт взяв участь у 40 гонках у різних серіях у 2010 році, вигравши дванадцять змагань протягом року та фінішувавши в першій десятці 38 разів. Це був третій сезон у його гоночній кар'єрі, і він виграв чемпіонат Blizzard Series, Miller Lite та Gulf Coast, щоб отримати звання «Новачок року» у Georgia Asphalt Pro Late Model Series. Він завершив сезон, вигравши Winchester 400. У квітні 2011 року журнал Sports Illustrated назвав Елліотта найкращим гравцем середньої школи. Протягом року він брав участь в Champion Racing Association, вигравши національний чемпіонат серії Super Late Model. Пізніше того ж року, відразу після свого шістнадцятого дня народження, він виграв Snowball Derby і став наймолодшим переможцем гонки. Він випередив гонщика, який посів друге місце, DJ Vanderley, на рекордні 0,229 секунди. У 2012 році він вдруге за три роки виграв змагання Alan Turner Snowflake 100, прелюдію до Snowball Derby.
У листопаді 2013 року Елліотт виграв All American 400, ставши першим гонщиком, який виграв усі чотири найбільші гонки країни на шорт-треку: All American 400, Snowball Derby, World Crown 300 і Winchester 400. У грудні здавалося, що Елліотт став першим гонщиком, який взяв участь у Snowball Derby та Snowflake 100 в ті самі вихідні. Однак під час перевірки після перегонів у машині Елліотта було знайдено шматочок вольфраму, який був заборонений книгою правил Дербі. Відповідно, Елліотт був дискваліфікований, а перемога присуджена Еріку Джонсу. Елліотт виграв Snowball Derby у 2015 році після того, як початковий переможець Крістофер Белл був дискваліфікований.